# 阿部公正
阿部 公正（あべ きみまさ、1921年10月20日 - 2004年7月15日）は日本の研究者。専門は建築史・デザイン史。
元沖縄県立芸術大学学長。元桑沢デザイン研究所デザイン理論講師。元東京造形大学学長。筑波大学名誉教授。武蔵野美術大学基礎デザイン学科と武蔵野美術大学短期大学部生活デザイン学科の初代主任教授。

## 主な著作（翻訳含む）
- 「中心の喪失 -危機に立つ近代芸術-」（ハンス・ゼードルマイヤー著 / 訳者：石川公一・阿部公正、1965年：美術出版社）
- 「生きのびるためのデザイン」（ヴィクター・J. パパネック / 阿部公正、1974年：晶文社）
- 「生ける建築のために <美術選書>」（ユルゲン・イェ−ディケ / 阿部公正、1975年：美術出版社）
- 「デザイン思考 阿部公正評論集」（阿部公正、1978年：美術出版社）
- 「人間のためのデザイン」（ヴィクター・J. パパネック / 阿部公正、1985年：晶文社）
- 「色の形視覚的要素の相互作用」（カール・ゲルストナー / 阿部公正、1989年：朝倉書店）